# デヴィッド・グリスマン・クインテット
デヴィッド・グリスマン・クインテット（David Grisman Quintet）は、デヴィッド・グリスマンによって1975年にサンフランシスコで結成された、オルタナティブ・ブルーグラス/アコースティック・ジャズ・バンドである。彼らはビル・モンローのブルーグラスやジャンゴ・ラインハルトの1930年代スウィングから影響を受け、全く新しいスタイルのアコースティック・ミュージックを生み出した。彼らの音楽は似たようなアプローチを試みる数多くのミュージシャン達を触発した。
メンバーにはギターにトニー・ライス、その他にマーク・オコナー、ダロル・アンガー、マイク・マーシャル、ジョン・ショールが所属していた。クインテットは、演奏やレコーディングにヴァイオリンのステファン・グラッペリなどのスペシャル・ゲストを招いていた。
ナショナル・パブリック・ラジオの番組『Car Talk』で彼らの楽曲「Dawggy Mountain Breakdown」がテーマソングとして使われている。

## ディスコグラフィ

### アルバム
- 『ドーグ/デビッド・グリスマン・クインテット』 - The David Grisman Quintet (1977年)
- 『ホット・ドーグ』 - Hot Dawg (1978年)
- Quintet '80 (1980年)
- 『モンド・マンド』 - Mondo Mando (1981年)
- Dawg '90 (1990年)
- Dawgwood (1993年)
- Dawganova (1995年)
- DGQ-20 (1996年)
- Dawgnation (2002年)
- Dawg's Groove (2006年)